# Front Internacionalista Antifeixista
El Front Internacionalista Antifeixista (birmà: ဖက်ဆစ်ဆန့်ကျင်ရေး နိုင်ငံတကာတပ်ဦး; abreujat AIF, per les sigles en anglès) és una organització armada internacionalista a Myanmar, creada el 2024, que participa en la guerra civil en curs al país.

## Història i ideologia
Tot i que ja hi havia combatents estrangers a Myanmar abans que es fundés l'AIF, aquest grup es va donar a conèixer com a tal el 15 d'octubre del 2024, quan van anunciar que existien i van fer una crida perquè s'unissin voluntaris al conflicte.
Els membres de l'AIF afirmen que han proporcionat formació a diverses organitzacions de resistència locals, com també que han participat de batalles contra el Consell Administratiu de l'Estat.
L'AIF ha fet declaracions en solidaritat amb la revolució a Rojava (al nord-est de Síria), a les quals van respondre les Unitats de Protecció de Dones amb un missatge d'agraïment. De fet, alguns dels voluntaris de l'AIF tenien experiència prèvia perquè havien lluitat al conflicte de Rojava.
El 8 de març del 2025, el grup va emetre una declaració pel Dia Internacional de la Dona, en què va mostrar la bandera pròpia, així com una bandera «antifeixista internacional» inspirada en la de la Confederació Democràtica del Kurdistan (KCK). En la declaració, la formació va confirmar que defensava l'anticapitalisme. Encara més, alguns dels seus integrants han lluït símbols anarquistes, com ara pegats anarcocomunistes en el material de combat.

## Estructura
Tot i que es té poca informació oficial sobre l'estructura i el funcionament de l'AIF, pels canals de comunicació del grup i per les persones que en formen part es creu que l'AIF és conformada per voluntaris estrangers que col·laboren amb individus que entrenen de milícies locals, com ara la Força de Defensa Nacional Chin (CDNF) i PDF Zoland. Convé destacar que l'AIF ha inclòs dones combatents en les files.
Se sap que l'AIF participa en operacions de combat, ja que va publicar imatges de franctiradors de la batalla de Falam i va anunciar que, a causa de l'enfrontament, hi va haver dos màrtirs de l'AIF (i CNDF).